# Gitin-gidjats
Gitin-gidjats, jedna od obitelji klana Eagle među Haida Indijancima iz skupine Skidegate. Imali su niži socijalni rang i živjeli raspoređeni po kućama Gitinsa u gradu Skidegate.
Gitin-gidjats su izvorno s Lana-chaadus imali grad na Shingle Bayu u Otočju Kraljice Charlotte, Britanska Kolumbija, ali ih je narod Kloo toliko mnogo zarobio da su odustali od svoje vlastite organizacije i završili kao sluge Gitinsa u Skidegati.